# Svanskejsarfoting
Svanskejsarfoting (Kryphioiulus occultus) är en mångfotingart som först beskrevs av Carl Ludwig Koch 1847.  Svanskejsarfoting ingår i släktet Kryphioiulus och familjen kejsardubbelfotingar. Arten är reproducerande i Sverige. Inga underarter finns listade i Catalogue of Life.